# Mudki
Mudki, également orthographié sous le nom de Moodkee, est une ville de l'État du Pendjab en Inde. Cette ville se trouve dans le district de Firozpur.
Mudki est célèbre pour la bataille de Mudki, qui a eu lieu en 1845 entre les armées britannique et sikh. À la mémoire des soldats sikhs morts au combat, un célèbre Gurudwara nommé Shaheed ganj, ou Katalgarh, se tient sur le site de la bataille.
Plus récemment, une école nommée Shahid Ganj Public School et un collège pour femmes ont été ouverts, qui dispensent un enseignement dans la zone rurale, dans laquelle, étant un district frontalier, il y a très peu d'écoles et de collèges.